# Foreword
«Foreword» —en español: «Prefacio» o «Prólogo»— es la primera canción del segundo álbum de estudio de Linkin Park Meteora, y es la introducción al segundo tema de dicho disco llamado Don't Stay.
Dura aproximadamente 13 segundos siendo la canción más corta no sólo del álbum en general, sino de casi toda la discografía de Linkin Park.

## Fondo
"Foreword" se grabó en la casa de Mike Shinoda, después de que el resto de Meteora estuvo terminado y sirvió como introducción para el álbum.
En marzo de 2003, Mike hizo una pista por pista de Meteora para ShoutWeb. Acerca de "Foreword", dijo, ""Foreword" es solo una introducción. Si sabes qué es el trabajo de Foley, es mi primer intento con el trabajo de Foley. Básicamente, son ruidos que hice en el estudio rompiendo cosas. Tenemos este reproductor de CD y una grabadora de CD conectada a mi computadora, que básicamente se comió mierda durante el proceso de escritura. ¡Nos costó mucho a Chester y a mí! Grabar un CD, que debería haber tomado un minuto, tomaba de 20 minutos, 30 minutos a una hora. Me frustré tanto con la cosa que la dejé a un lado sabiendo que la iba a golpear con un bate de béisbol y eso fue lo que hice. La rompí con un bate de béisbol en una mesa de metal".

## Versión en vivo
"Foreword" sólo se ha realizado como una introducción a "Don't Stay". Casi todas las presentaciones de "Don't Stay" en las épocas de Meteora y Minutes to Midnight incluyeron la canción como una introducción para "Don't Stay", con la excepción de la segunda mitad de 2004, donde se agregó "Gacela Intro" a como la introducción de "Don't Stay", en sustitución de "Foreword".